# مطار الثمامة
مطار الثمامة (Thumamah Airport) (إيكاو: OETH) هو مطار يقع بالقرب من الثمامة في المملكة العربية السعودية. يقع على بعد حوالي 28.9 كم (18 ميل) شمال مطار الملك خالد الدولي.

## روابط خارجية
- مطار الثمامة في نادي الطيران السعودي
- Airport information for OETH at World Aero Data. Data current as of October 2006.
- | - ع - ن - ت مطارات السعودية | - ع - ن - ت مطارات السعودية                                                                                                                                                                                                                                                                                                                                        |
| --------------------------- | --- |
| مطارات دولية                | - جدة (الملك عبد العزيز) - الرياض (الملك خالد) - الدمام (الملك فهد) - المدينة (الأمير محمد) - القصيم (الأمير نايف) - الطائف - العلا (الأمير عبدالمجيد) - أبها - البحر الأحمر - حائل - الأحساء - خليج نيوم |
| مطارات إقليمية              | - جازان (الملك عبد الله) - الجوف - نجران - تبوك (الأمير سلطان) - ينبع (الأمير عبد المحسن) |
| مطارات داخلية               | - الباحة (الملك سعود) - حفر الباطن - بيشة - الوجه - عرعر - القريات - رفحاء - شرورة - طريف - وادي الدواسر - الدوادمي (الدوادمي) - رابغ |
| مطارات أرامكو السعودية      | - أبو علي - الجبيل - بقيق - تناجيب - حرض - رأس تنورة - شيبة - مطار خريص - مطار خريص (القديم) - العضيلية - محطة الضخ-3 |
| مطارات عسكرية               | - قاعدة الأمير سلطان الجوية (الخرج) - قاعدة الملك سلمان الجوية (الرياض) - قاعدة الملك عبد العزيز الجوية (الظهران) - قاعدة الملك فهد الجوية (الطائف) - قاعدة الملك سعود الجوية (حفر الباطن) - قاعدة الملك فيصل الجوية (تبوك) - قاعدة الملك عبد الله الجوية (جدة) - قاعدة الملك خالد الجوية (خميس مشيط) - مطار مدينة الملك خالد العسكرية (مدينة الملك خالد العسكرية) |
| مطارات حرس الحدود           | - أم الملح - البطحاء - شبيطة - عردة - ذعبلوتن |
| مطارات في طور الإنجاز       | - الملك سلمان (في طور الإنجاز) - القنفذة (في طور الإنجاز) - رأس مشعاب (التحويل إلى مطار مدني) - الخفجي (التحويل إلى مطار مدني) - مطار أمالا الدولي (في طور الإنجاز) |
| مطارات قيد الدراسة          | - المجمعة - الخرج |
| مطارات مغلقة أو مهجورة      | - جدة (عباس بن فرناس) - عنيزة - السليل |
| مطارات تاريخية              | - مطار الدويد (منطقة الحدود الشمالية) - مطار دارين |